# Esztergomi Főkáptalani Levéltár

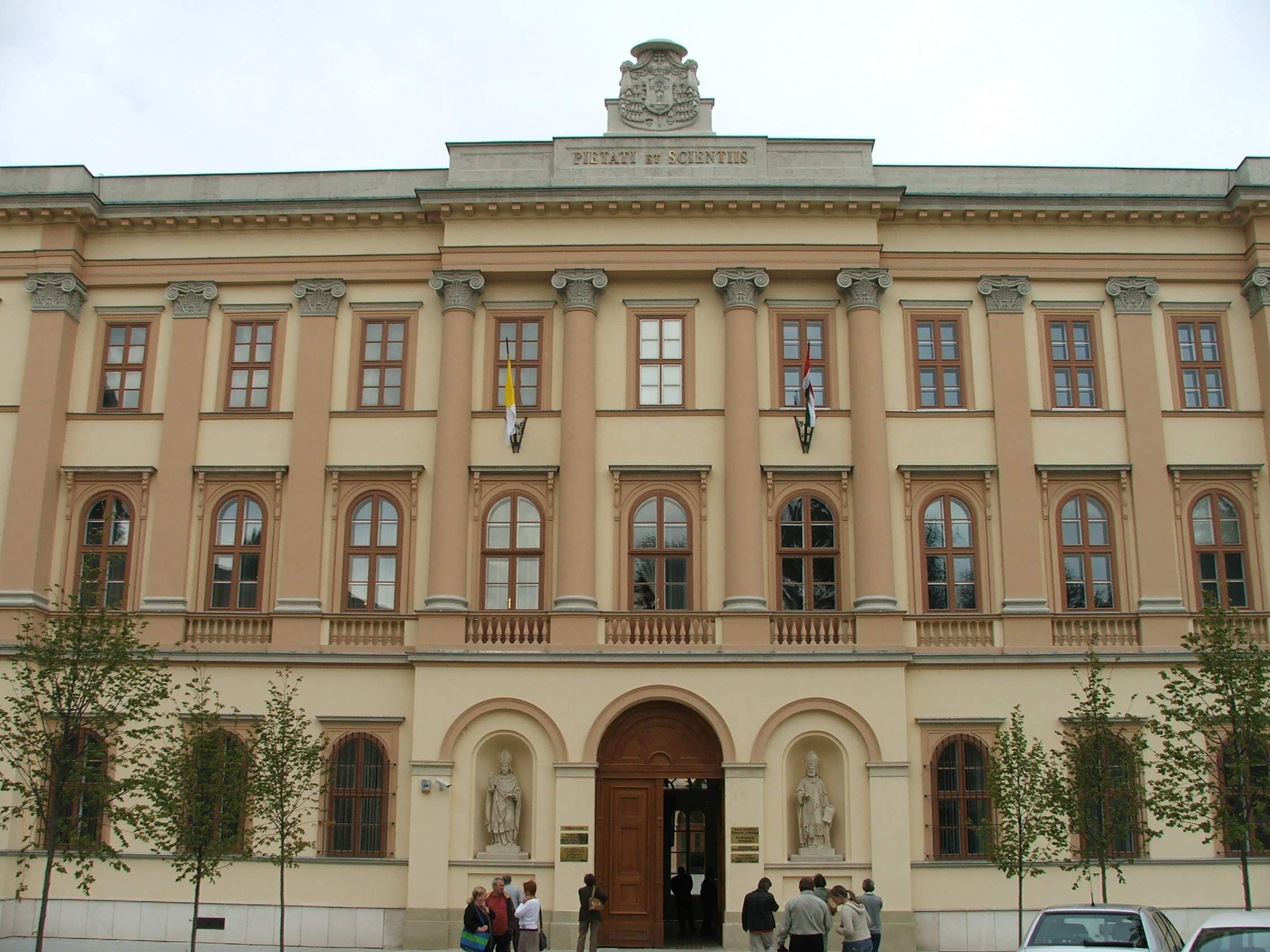
A szeminárium, ahol a levéltár helyet kapott

Az Esztergomi Főkáptalan Levéltárának iratanyaga Esztergomban, a Szent Adalbert Központban található. Eredetileg a káptalan saját magánlevéltára volt. Ma adminisztrációját a Prímási Levéltár látja el. Középkori anyagát tekintve Magyarország második legnagyobb levéltára, csak az Országos Levéltár előzi meg. 

## Története

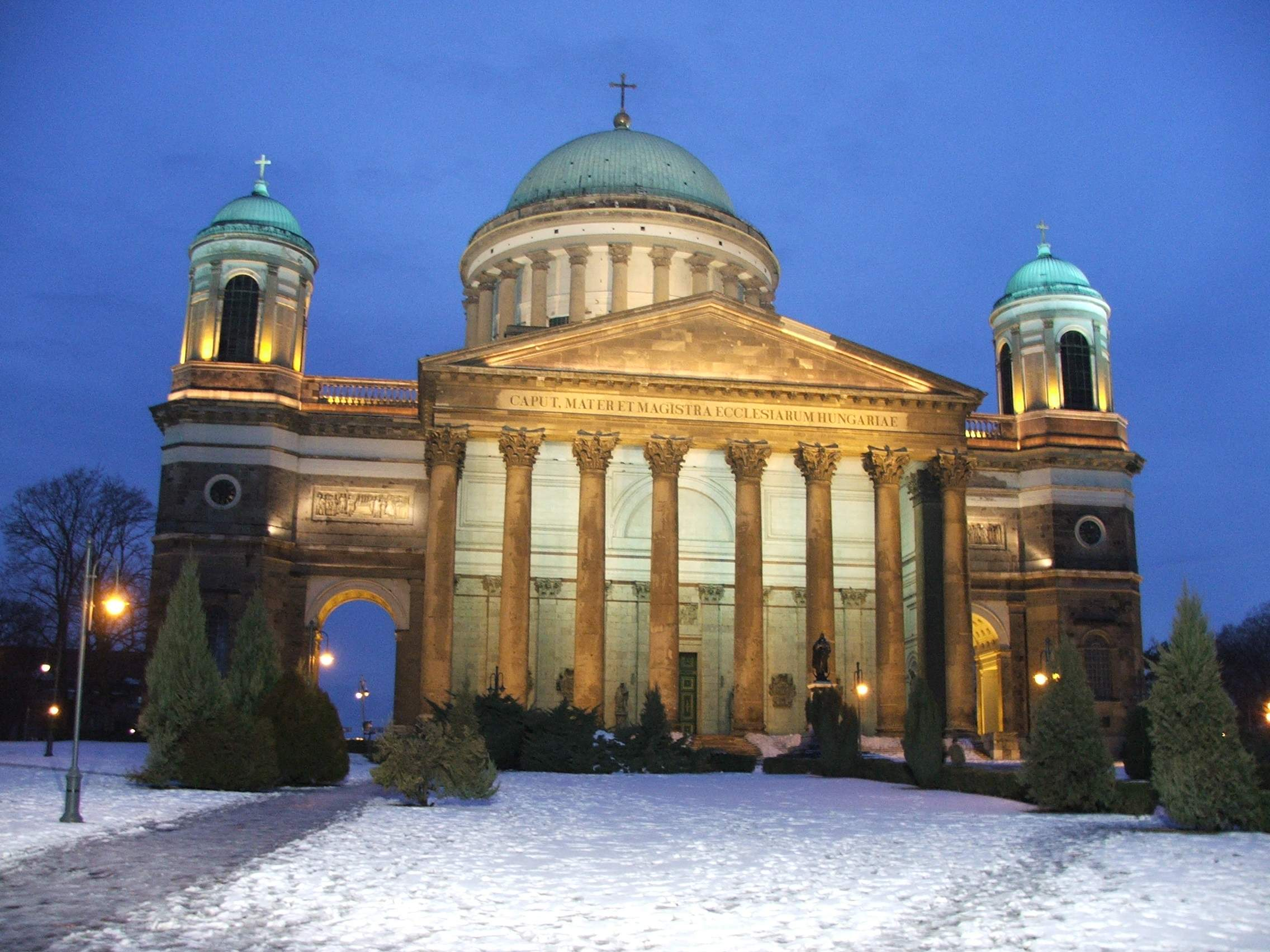
A levéltár korábbi helye a bazilika volt

A főkáptalan évszázadokon át önálló levéltárat működtetett. A gyűjtemény egyik részét „országos”, másik részét „magán” levéltárnak nevezték. Az előbbibe hiteleshelyi dokumentumok, míg az utóbbiba a káptalan saját tevékenységére vonatkozó iratok kerültek. 1950 óta a káptalan tulajdonába már csak a magánlevéltár tartozik.
A prímási és a főkáptalani levéltárak alapítása a 11. század elejére tehető, az érsekség alapításának idejére. A Főkáptalan Levéltárának helye a középkorban az esztergomi Várhegy volt, melyen az iratokat feltehetően több helyen – és nem csak a székesegyház sekrestyéjében – őrizték. Amikor a középkori Szent Adalbert székesegyház valamikor 1188–1198 között leégett, az iratok egy része is elpusztult. 
Mivel a levéltár legkorábbi eredeti oklevele 1157-ből, tehát a nagy tűz előtti időből származik, bizonyítja, hogy az iratokat nem egy, hanem több helyen őrizték. 1304-ben, amikor Vencel cseh király, magyar trónkövetelő elfoglalta az esztergomi várat, a kincstárat a levéltárral együtt kifosztotta. Mielőtt a török 1543-ban elfoglalta Esztergomot, mindkét levéltárat a kincstárral és a könyvtárral együtt elköltöztették Nagyszombatba, ahol Forgách Ferenc érsek új épületet biztosított nekik. A levéltárakat többször is rendezték: 1608-ban Forgách, 1699-ben Kollonich Lipót, 1726-ban pedig Esterházy Imre érsek megbízásából, majd 1765-ben amikor Barkóczy Ferenc érsek a székhelyet vissza kívánta helyezni Esztergomba. Ekkor kötötték be a Főkáptalani Magánlevéltár számos iratát is a könyvtár egykori kódexeinek lapjaiba. Míg a 18. században a prímási levéltár Pozsonyba költözött, a főkáptalani levéltár maradt Nagyszombatban. Végül 1820-ban Rudnay Sándor hercegprímás az érseki székhelyet Esztergomba helyezte vissza. Megindult a különböző intézmények, így a levéltárak költöztetése is. 2006-ra elkészült az Ószeminárium felújítása, és itt kapott korszerű, a 21. század igényeit is kielégítő helyet a levéltár.
Az iratanyagot a kanonoki hagyatékok gyarapítják. Ahogy az elhunyt kanonokok magánkönyvtára a Főszékesegyházi Könyvtárba, az egyházi felszerelések a Főszékesegyházi Kincstárba kerülnek, úgy a könyvek, kéziratok a Főkáptalani Levéltár tulajdonába mennek át.

## A levéltárban található

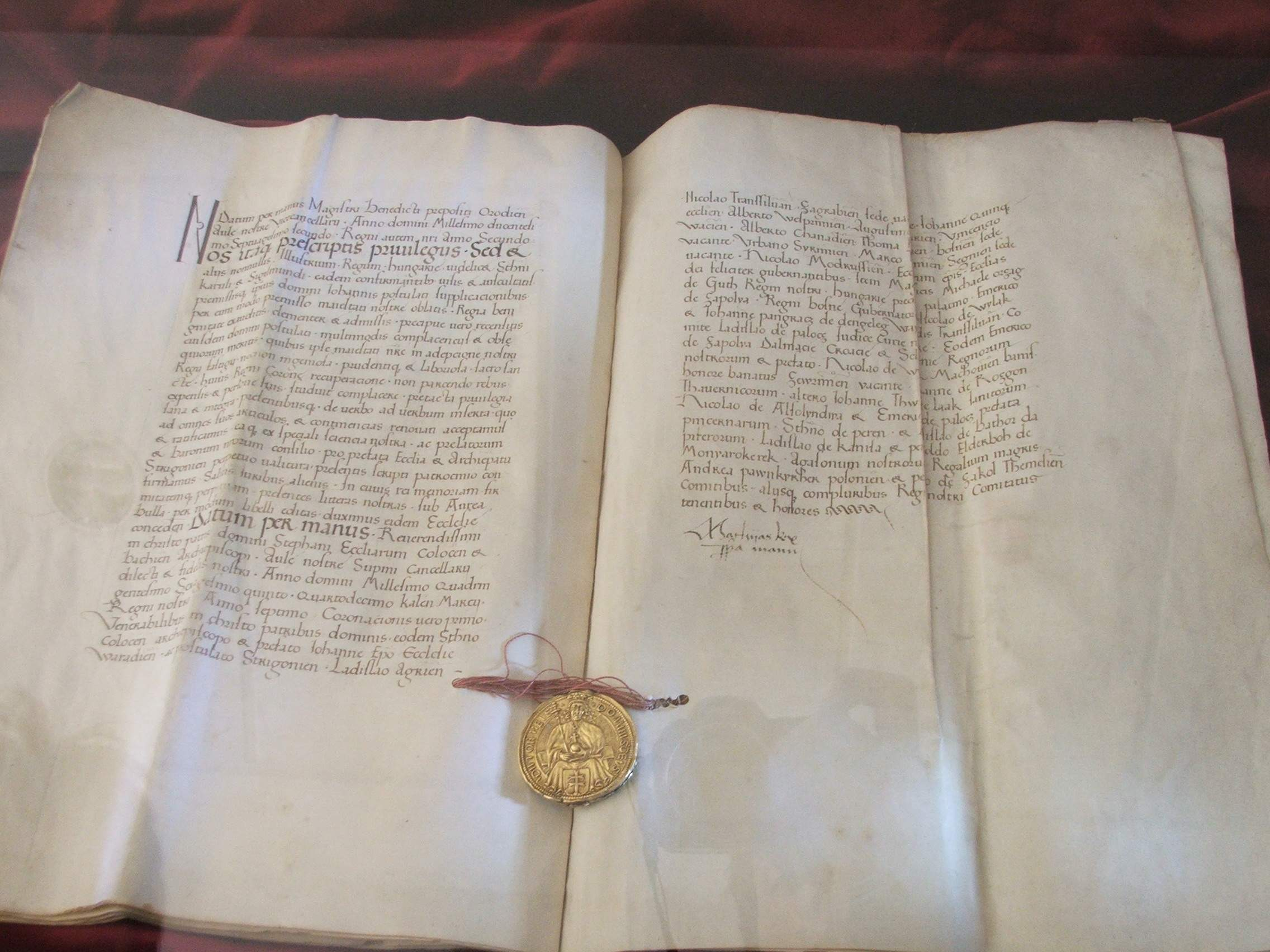
Mátyás király egy oklevele a szeminárium folyosóján

- A levéltár iratanyagának mennyisége 385 folyóméter.
- számos országgyűlési irat
- A káptalan saját ingó- és ingatlan vagyonnal rendelkezett, tehát magánlevéltára őrzi a saját vagyon igazgatásával, gazdálkodásával, illetve a káptalanra bízott más vagyontömegek (alapítványok) kezelésével kapcsolatosan keletkezett iratokat.
- a kanonokok irathagyatéka, kéziratok, levelezések a 18. századtól
- a nagyszombati szemináriumok és kollégiumok alapításáról és működéséről fennmaradt iratanyag
- Mivel a káptalan tevékenysége a töröktől el nem foglalt országrész egészére kiterjedt, így a levéltár Magyarország egyik legnagyobb családtörténeti anyagát őrzi 1225-től 1882-ig.
- Gazdag forrásanyag az Apponyi, Balassa, Dobó, Pálffy családokra vonatkozóan.